# Tim Montgomery
Tim Montgomery, född 25 januari 1975 i Gaffney i South Carolina, är en amerikansk friidrottare. Han har erövrat ett OS-guld och ett VM-guld, båda på korta stafetten 4 x 100 m.

## Doping-skandalen
Montgomery har i samband med BALCO-utredningen erkänt användning av dopningsmedlet THG. Den högsta idrottsdomstolen, CAS, beslutade 13 december 2005 att frånta Montgomery alla medaljer och resultat han gjort sedan 31 mars 2001, inklusive två medaljer (guld respektive silver) från VM i Edmonton 2001 och ett världsrekord på 100 m som han satte i september 2002 (9,78 s).

## Privatliv
Montgomery har fyra barn. Ett av dem är med friidrottaren Marion Jones (de är inte tillsammans längre): Tim Jr, född 28 juni 2003.
Den 16 maj 2008 dömdes han till 46 månaders fängelse för checkbedrägeri och penningtvätt . 10 oktober 2008 dömdes Montgomery till fem års fängelse för att ha sålt 100 gram heroin. Fängelsestraffen kommer att adderas .